# Nicole Boivin
Nicole Boivin (* 1970) ist eine kanadische Archäologin. Von 2016 bis 2022 war sie Direktorin am Max-Planck-Institut für Menschheitsgeschichte in Jena. Seitdem ist sie am gleichen Institut als Forschungsgruppenleiterin tätig.

## Leben und Wirken
Nicole Boivin studierte zelluläre, molekulare und mikrobielle Biologie an der University of Calgary. Das Studium schloss sie 1992 mit einem Bachelor of Science ab. Ihr Masterstudium absolvierte sie im Fachbereich Archäologie an der University of Cambridge, wo sie im Jahr 2001 auch promoviert wurde. Boivin arbeitete als Wissenschaftlerin an der University of Cambridge und in Paris am CNRS, bevor sie eine Stelle an der „School of Archaeology“ der University of Oxford annahm, wo sie leitendes wissenschaftliches Mitglied des Jesus College ist. Von Juli 2016 bis März 2022 leitete sie am Max-Planck-Institut für Menschheitsgeschichte die Abteilung Archäologie. Dort diente sie auch als Mentorin für Nachwuchswissenschaftlerinnen, förderte die Vereinbarkeit von Beruf und Familie und ebnete neue Wege für Archäologinnen mit unterschiedlichem Hintergrund.
Boivins Forschung ist multidisziplinär: Sie stützt sich auf Archäologie, aber auch auf Molekulargenetik und Linguistik. Ihre Forschungsprojekte reichen von der Ausbreitung des Menschen ausgehend von Afrika im späten Pleistozän, über Felsmalerei und die Zirkulation von materiellen Gütern, Technologien und Ideen bis hin zu Fragen der Kognitionsforschung. Sie interessiert sich für die breiten Muster von Migration, Interaktion und Umweltmanipulation, die die Menschheitsgeschichte von der Bronzezeit bis in die historische Ära geprägt haben. Das vom Europäischen Forschungsrat geförderte „Sealinks Project“ ist das jüngste Projekt von Boivin. Sealinks erforscht die Entstehung der Fernhandelswege und interkulturellen Verbindungen rund um den Indischen Ozean einschließlich ihrer Beziehungen zu Prozessen des biologischen Austausches und bestimmten genetischen Veränderungen, wie Chromosomenmutationen und sogenannten Translokationen.
Am Max-Planck-Institut für Menschheitsgeschichte wurde 2015 eine dritte Abteilung unter der Leitung von Boivin ins Leben gerufen. Die Abteilung Archäologie untersucht mithilfe traditioneller Feldforschung und moderner Laboranalyse, wie sich kulturelle, biologische und ökologische Prozesse über das räumliche und zeitliche Spektrum der Menschheitsgeschichte entwickelt und beeinflusst haben. Die Forschung ihrer Abteilung untersucht dabei, wie archäologische Daten aktuelle Themen wie Klimawandel und das Anthropozän, Globalisierung, Ernährungssicherheit und Migration beeinflussen können.
Boivin ist Mitglied der Society of Antiquaries of London, wurde 2018 gemeinsam mit Michael Petraglia auf eine Honorarprofessur an der University of Queensland berufen und ist assoziierte Forscherin an der University of Calgary und der Smithsonian Institution.
Wie die Zeitschrift Science am 28. Oktober 2021 berichtete, entband die Max-Planck-Gesellschaft Boivin aufgrund von Vorwürfen von Mobbing und wissenschaftlichem Fehlverhalten von ihrer Funktion als Direktorin. Boivin war jedoch weiter am MPI für Menschheitsgeschichte als Leiterin einer Forschungsgruppe tätig. Am 6. Dezember berichtete das Wissenschaftsmagazin, Boivin habe durch eine einstweilige gerichtliche Verfügung ihre Wiedereinsetzung als Direktorin des Institutes bis zur abschließenden Klärung des Sachverhaltes erzwungen. Im Kontext des arbeitsrechtlichen Konflikts wurde Ende 2021 auch international diskutiert, ob die Max-Planck-Gesellschaft frauenfeindlich ist. Aufgrund einer Entscheidung des Senats der Max-Planck-Gesellschaft vom 25. März 2022 wurde Boivin von ihrer Funktion als Direktorin wieder entbunden. In einem offenen Brief forderte sie am 8. Juni 2022 vom Bundesministerium für Bildung und Forschung eine schärfere Kontrolle der Max-Planck-Gesellschaft.

## Schriften (Auswahl)
- mit Owoc, M. (Herausgeber): Soils, stones and symbols: cultural perceptions of the mineral world. UCL Press, London 2004, ISBN 978-1-844-72039-2
- Material Cultures, Material Minds: The Role of Things in Human Thought, Society and Evolution. Cambridge University Press, Cambridge 2008, ISBN 978-0-521-17613-2
- mit Rémy Crassard und Michael Petraglia (Herausgeber): Human Dispersal and Species Movements: From Prehistory to the Present. Cambridge University Press, Cambridge 2017, ISBN 978-1-316-68694-2
- mit Kingwell-Banham, E., Bohingamuwa, W., Perera, N., Adikari, G., Crowther, A. und Fuller, D.: Spice and rice: Pepper, cloves and everyday cereal foods at the ancient port of Mantai, Sri Lanka. In: Antiquity 92 (366), 2018, S. 1552–1570. doi:10.15184/aqy.2018.168
- mit Michael D. Frachetti (Herausgeber): Globalization in Prehistory: Contact, Exchange, and the ‘People Without History‘, Cambridge University Press, Cambridge 2018, ISBN 978-1-108-42980-1
- Nicole Boivin, Susanne Täuber, Ulrike Beisiegel, Ursula Keller & Janet G. Hering: Sexism in academia is bad for science and a waste of public funding, in: Nature Reviews Materials (2023) Online.